# كفير يابوس
كفير يابوس بلدة سوريَّة تقع على الحدود السورية اللبنانية إلى الشمال من جديدة يابوس حيث المعبر الحدودي بين لبنان وسوريا في محافظة ريف دمشق. وتتبع إداريا لناحية الديماس في منطقة قدسيا بمحافظة ريف دمشق. تعتمد القرية على الزراعة، ومن أهم محاصيلها الكرز الذي يعتمد عليه المزارعين للعيش.